# Tom Troupe
Tom Troupe eredeti teljes nevén Thomas Troupe (Kansas City, Missouri, 1928. július 15. – 2025. július 20.) amerikai színész, író.

## Pályafutása
1957-ben debütált az Anna Frank naplója megfilmesített változatával. Szerepelt a Star Trek c. sorozatban, valamint két fontos filmben, mely mellékszereplőként ismertté tette: a Kelly hősei és a Piszkos osztag. Utóbbi filmben Carroll O'Connor is játszott, akinek a Kelly hősei szintén nagy ismertséget hozott később.

## Élete
Felesége Carole Cook, szintén színész.

## Filmszerepei
| Év   | Magyar cím      | Eredeti cím          | Szerep                | Megjegyzések                 |
| ---- | --------------- | -------------------- | --------------------- | ---------------------------- |
| 1959 |                 | The Big Fisherman    | James                 |                              |
| 1967 |                 | Mission Impossible   | David Day             | első évad, 23.epizód         |
| 1968 |                 | Sofi                 | The Clerk             |                              |
| 1968 |                 | The Devil's Brigade  | Pvt. Al Manella       |                              |
| 1969 |                 | Che!                 | Felipe Muñoz          |                              |
| 1970 | Kelly hősei     | Kelly's Heroes       | Corporal Job          |                              |
| 1971 |                 | Making It            | Dr. Shurtleff         |                              |
| 1980 |                 | PSI Factor           |                       |                              |
| 1986 |                 | Cheers               | Judge William E. Grey | egy epizód az ötödik évadban |
| 1987 |                 | Summer School        | Judge                 |                              |
| 1991 | Otthonom, Idaho | My Own Private Idaho | Jack Favor            |                              |